# Oleksandr Drambajev
Oleksandr Oleksandrovyč Drambajev (in ucraino Олександр Олександрович Драмбаєв?; Zaporižžja, 21 aprile 2001) è un calciatore ucraino, difensore dell'LNZ Čerkasy.

## Carriera

### Club
Cresciuto nel settore giovanile dello Šachtar, il 5 gennaio 2021 è stato ceduto in prestito al Mariupol', con cui ha esordito in Prem"jer-liha il 14 febbraio, disputando l'incontro perso 1-0 in trasferta contro l'Oleksandrija. Il 13 luglio il prestito è stato rinnovato per un'altra stagione. Nel 2022 è passato in prestito allo Zulte Waregem, club militante nella Pro League belga.

### Nazionale
Ha rappresentato le nazionali giovanili ucraine Under-18, Under-19, Under-21 ed Under-23.

## Statistiche

### Presenze e reti nei club
Statistiche aggiornate al 23 luglio 2022.
| Stagione         | Squadra          | Campionato       | Campionato | Campionato | Coppe nazionali | Coppe nazionali | Coppe nazionali | Coppe continentali | Coppe continentali | Coppe continentali | Altre coppe | Altre coppe | Altre coppe | Totale | Totale |
| Stagione         | Squadra          | Comp             | Pres       | Reti       | Comp            | Pres            | Reti            | Comp               | Pres               | Reti               | Comp        | Pres        | Reti        | Pres   | Reti   |
| ---------------- | ---------------- | ---------------- | ---------- | ---------- | --------------- | --------------- | --------------- | ------------------ | ------------------ | ------------------ | ----------- | ----------- | ----------- | ------ | ------ |
| gen.-giu. 2021   | Mariupol'        | PL               | 10         | 0          | CU              | -               | -               |                    | -                  | -                  |             | -           | -           | 10     | 0      |
| 2021-2022        | Mariupol'        | PL               | 14         | 0          | CU              | 1               | 0               |                    | -                  | -                  |             | -           | -           | 15     | 0      |
| Totale Mariupol' | Totale Mariupol' | Totale Mariupol' | 24         | 0          |                 | 1               | 0               |                    | -                  | -                  |             | -           | -           | 25     | 1      |
| 2022-2023        | Zulte Waregem    | D1               | 1          | 0          | CB              | 0               | 0               |                    | -                  | -                  |             | -           | -           | 1      | 0      |
| Totale carriera  | Totale carriera  | Totale carriera  | 25         | 0          |                 | 1               | 0               |                    | -                  | -                  |             | -           | -           | 26     | 0      |